# 1968 في المغرب
تحتوي هذه المقالة على أهم الأحداث التي شهدتها المغرب في 1968، إضافة إلى أهم الشخصيات المغربية المولودة والمتوفية في هذه السنة.

## الحكم
- الملك: الحسن الثاني
- رئيس الحكومة: محمد بنهيمة
- وزير الداخلية: محمد أوفقير

## الأحداث
- تأسيس دار الحديث الحسنية.

## رياضة
- فاز نادي الجيش الملكي بــ البطولة - الدوري المغربي لكرة القدم 1967–1968.
- فاز نادي الراسينغ الرياضي بــ كأس العرش 1968.

- مشاركة – المغرب في الألعاب الأولمبية الشتوية 1968
- مشاركة – المغرب في الألعاب الأولمبية الصيفية 1968

- إستضاف المغرب بطولة أمم أفريقيا لكرة السلة 1968، أقيمت في المغرب بين 29 مارس و6 أبريل 1968. بمشاركة 9 فرق. فاز منتخب السنغال بالبطولة للمرة الـ 1.
- إنسحب المنتخب المغربي من أولمبياد 1968 لرفضه مواجهة إسرائيل.[1]

## كـتب
- كتاب: «الجيش المغربي عبر التاريخ»، المؤلف: عبد الحق المريني.

## أفلام
- الحياة كفاح (فيلم)
- عندما تثمر النخيل (فيلم)

## جـوائز
- فاز الكاتب المغربي عبد الحق المريني بجائزة المغرب عن كتابه: «الجيش المغربي عبر التاريخ».[2]

## مواليد

### يناير
- 1 يناير – أبو بكر الجامعي صحفي مغربي.
- 1 يناير – سعيد الصنهاجي مغني مغربي.
- 1 يناير – مريم العوفير مذيعة.
- 1 يناير – مصطفى أديب عسكري سابق.
- 1 يناير - زكرياء أبو مارية روائي وكاتب مسرحي.
- 1 يناير - عائشة تاشنويت مغنية وراقصة مغربية.
- 1 يناير - سعيدة باعدي ممثلة مغربية.
- 27 يناير – منير الجعواني لاعب كرة قدم مغربي.

### فبراير
- 15 فبراير – كريم بنشريفة لاعب كرة قدم مغربي.
- 24 فبراير – ليلى العلمي كاتبة أمريكية.

### مارس
- 1 مارس – أنس لهوير العلمي مهندس مغربي.
- 1 مارس – إدريس كسيكس صحفي مغربي.
- 12 مارس – هشام جدران لاعب كرة قدم إسباني.
- 25 مارس – فرنسيسكو خافيير بينت منافِس أوليمبي إسباني.

### أبريل
- 5 أبريل – يونس عبد الرحمن الشقوري
- 8 أبريل – عبد العزيز العمري
- 15 أبريل – إبراهيم لحلافي

### يونيو
- 12 يونيو – عبد الله ديدان ممثل مغربي.
- 14 يونيو – خديجة عبودة نبّالة مغربية.
- 16 يونيو – الطاهر الخلج لاعب كرة قدم مغربي.

### يوليو
- 5 يوليو – إدريس الروخ ممثل ومخرج مغربي.
- 8 يوليو – مصطفى إل أحمدي منافِس أوليمبي فرنسي.

### أغسطس
- 20 أغسطس – عبد اللطيف بن عزي لاعب رغبي فرنسي.

### سبتمبر
- 28 سبتمبر – مصطفى مستودع لاعب كرة قدم مغربي.

### أكتوبر
- 4 أكتوبر – رشيد البصير منافِس أوليمبي مغربي.

### ديسمبر
- 20 ديسمبر – نادية فارس ممثلة فرنسية.
- 23 ديسمبر – محمد سعيد الريحاني كاتب مغربي.

## وصلات خارجية
- (فيديو): حفل لإم ملثوم في المغرب عام 1968.